# Еженская волость
Ежинская волость — административно-территориальная единица в составе Опочецкого уезда Псковской губернии, в том числе в РСФСР в 1924 — 1927 годах как Еженская волость. Центром было село Щукино.
В рамках укрупнения дореволюционных волостей губернии, новая Еженская волость была образована в соответствии с декретом ВЦИК от 10 апреля 1924 года из упразднённых (дореволюционной) Ежинской и Глубоковской волостей и разделена на сельсоветы: Глубоковский, Криухинский, Щукинский. В конце 1925 года образованы Каменский и Юшковский сельсоветы, в январе 1927 года образован Водобегский сельсовет.
В рамках ликвидации прежней системы административно-территориального деления РСФСР (волостей, уездов и губерний), Еженская волость была упразднена в соответствии с Постановлением Президиума ВЦИК от 1 августа 1927 года, а Водобегский, Глубоковский, Каменский сельсоветы включены в состав Опочецкого района Псковского округа Ленинградской области; Криухинский, Щукинский, Юшковский сельсоветы — в состав Пустошкинского района Великолукского округа Ленинградской области; часть селений — в  состав Рыковского района того же округа и области.